# Steve Lacy (zpěvák)
Steve Lacy (* 23. května 1998) je americký zpěvák, kytarista a hudební producent.
Narodil se v Comptonu afroamerické matce a filipínskému otci. O hru na kytaru se začal zajímat v deseti letech prostřednictvím videohry Guitar Hero; brzy se začal učit na skutečnou kytaru. V roce 2013 se stal členem kapely The Internet, s níž nahrál dvě řadová alba, Ego Death (2015) a Hive Mind (2018). Roku 2017 přispěl na sólové desky dvou dalších členů kapely, Syda (Fin) a Matta Martianse (The Drum Chord Theory). Dále hostoval například na albech J. Colea, Blood Orange, Solange Knowles, Kendricka Lamara, Tylera, the Creatora, Thundercata a skupiny Vampire Weekend.
Jako sólový umělec debutoval v roce 2017 šestipísňovým extended playem nazvaným Steve Lacy's Demo. První dlouhohrající desku Apollo XXI vydal v roce 2019, následujícího roku vyšla kompilace jeho rané tvorby The Lo-Fis, a v roce 2022 druhá řadová deska Gemini Rights. Ta se dostala na sedmé místo hitparády Billboard 200 a na čelní příčku rockového a alternativního žebříčku časopisu Billboard. Lacy za album získal cenu Grammy v kategorii nejlepší album ve stylu progresivní R&B.
Je bisexuální.